# Kardenartige
Die Kardenartigen (Dipsacales) sind eine Ordnung der Bedecktsamigen Pflanzen. 

## Beschreibung
Es sind verholzende oder krautige Pflanzen. Sie haben meist gegenständige Laubblätter mit zusammengesetzten, geteilten oder wenigstens gekerbten Blattspreiten.
Die Vertreter haben meist fünfzählige Blüten. Die Blütenkronblätter sind verwachsen (Sympetalie). Die Fruchtknoten sind unterständig.

## Systematik
Die Dipsacales sind innerhalb der Euasteriden II die Schwestergruppe der Paracryphiales. Sie enthält nur zwei Familien:
- Moschuskrautgewächse (Adoxaceae)
- Geißblattgewächse (Caprifoliaceae): in die Geißblattgewächse wurden die früher als eigenständige Familien geführten Diervillaceae, Dipsacaceae, Linnaeaceae, Morinaceae und Valerianaceae eingegliedert.[1]